# St. Laurentius (Retzbach)

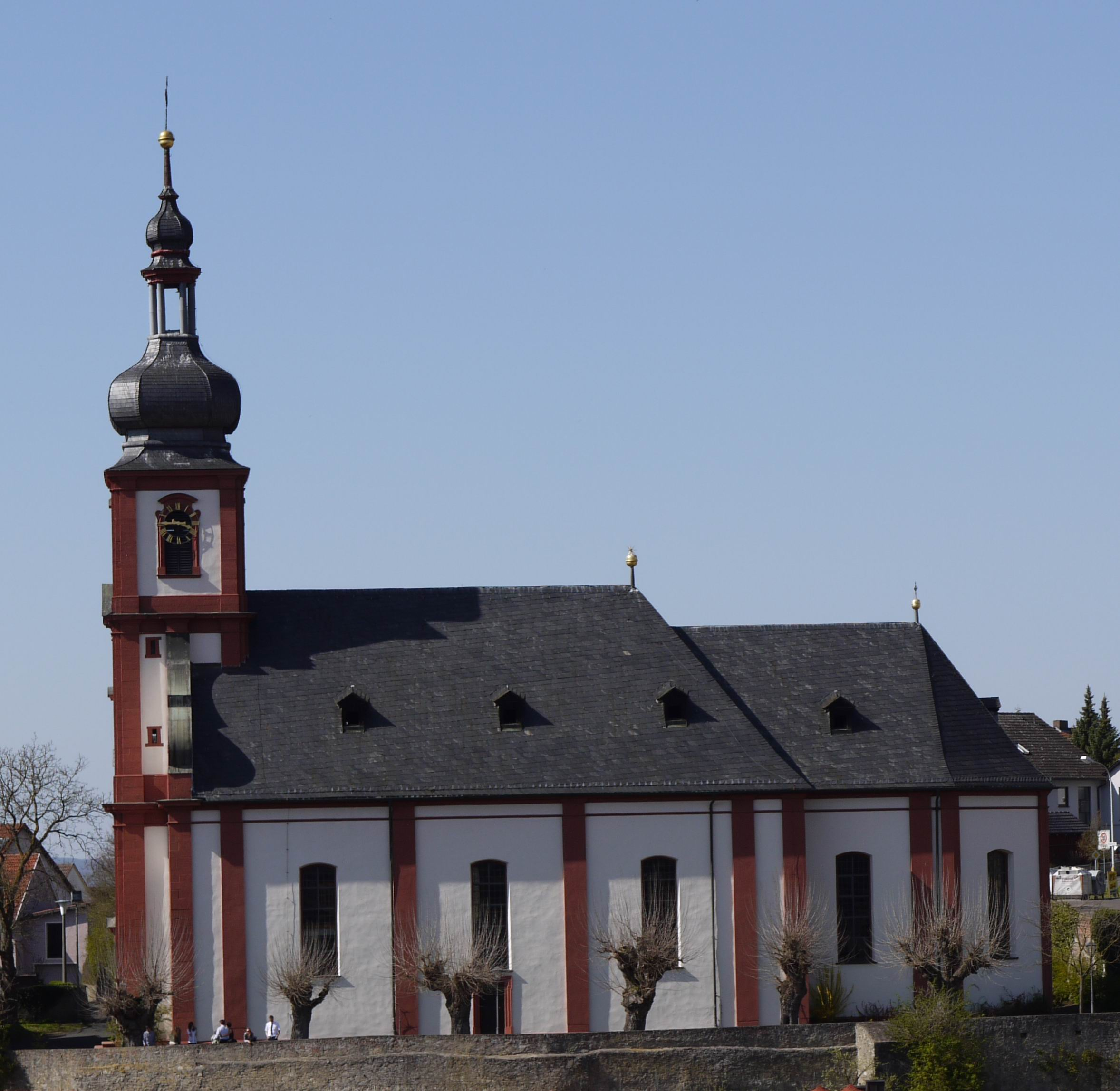
St. Laurentius in Retzbach

Die römisch-katholische Pfarrkirche St. Laurentius befindet sich in Retzbach, einem Gemeindeteil des Marktes Zellingen im unterfränkischen Landkreis Main-Spessart in Bayern. Das denkmalgeschützte Bauwerk entstand im 18. Jahrhundert.
Die Pfarrei ist Teil der Untergliederung Zellingen des Pastoralen Raums Karlstadt im Dekanat Main-Spessart, Bistum Würzburg.

## Geschichte
Bereits 1323 bestand eine Vorgängerkirche an gleicher Stelle. Im Jahr 1356 verlieh Bischof Albrecht II. von Hohenlohe den Einwohnern von Retzbach das Recht, ihren Friedhof um die Pfarrkirche mit umgebenden Gaden zu befestigen. Zu Beginn des 17. Jahrhunderts gab es noch sieben Gaden in unmittelbarer Nähe des Beinhauses, das sich an der Nordseite der Pfarrkirche bei der Sakristei befand und 1945 abgebrochen wurde.
Im Jahr 1515 wurde die Pfarrkirche umgebaut und renoviert. Da sie über die Jahre jedoch zu klein wurde, wurde auf Anordnung des Fürstbischofs Julius Echter von Mespelbrunn der Sonn- und Feiertagsgottesdienst ab dem 11. September 1607 bis zum Neubau der Kirche in die größere Wallfahrtskirche Maria im Grünen Tal verlegt. Dennoch wurde die Pfarrkirche in den Jahren 1612, 1619 und 1620 erneut als zu klein und baufällig beschrieben. Ab 1688 fanden deshalb alle Pfarrgottesdienste in der Wallfahrtskirche statt. Die Profanierung der Kirche erfolgte am 20. Juli 1736 durch Pfarrer Jakob Faster, und im gleichen Jahr wurde die Kirche abgerissen.
Die heutige Kirche wurde an gleicher Stelle zwischen 1736 und 1739 erbaut. Der Architekt Balthasar Neumann entwarf die Pläne für die Kirche, die durch Maurermeister Mathes Kolb, Zimmermeister Linhard Stahl und Steinmetz Johann Adam Sehlmann realisiert wurden. Die Grundsteinlegung erfolgte am 25. November 1736 und ein Chronogramm über dem Hauptportal weist auf die Fertigstellung im Jahr 1739 hin. Über Portal befindet sich außerdem in einer Nische im zweiten Turmgeschoss eine Statue des hl. Laurentius, welche aus dem Jahr 1738 stammt. Die Weihe fand am 14. August 1740 durch Weihbischof Johann Bernhard Mayer statt.
Im Jahr 1945 erlitten der Turm und das Kirchendach Schäden durch Kriegseinwirkung. Eine Dachsanierung fand 1975/1976 statt, gefolgt von einer Innenrenovierung in den Jahren 1977/1778. 1990 wurde die Kirche außen erneut renoviert.

## Architektur
Die barocke Saalkirche präsentiert sich mit einem eingezogenen, polygonalen Chor, einem flachgedeckten, dreijochigen Langhaus und einem halb eingezogenen, dreigeschossigen Fassadenturm, der mit einer Welschen Haube mit Laterne bedeckt ist. Der Chor verfügt über ein Kreuzgratgewölbe, und die Sakristei befindet sich an der Chornordseite. Der Außenbau der Kirche ist durch Pilaster gegliedert, während die Fassade einen Volutengiebel aufweist. Das Langhaus ist innen mit Kreuzgratgewölben aus toskanischen Pilastern zwischen flachen Wandnischen gestaltet.

## Ausstattung

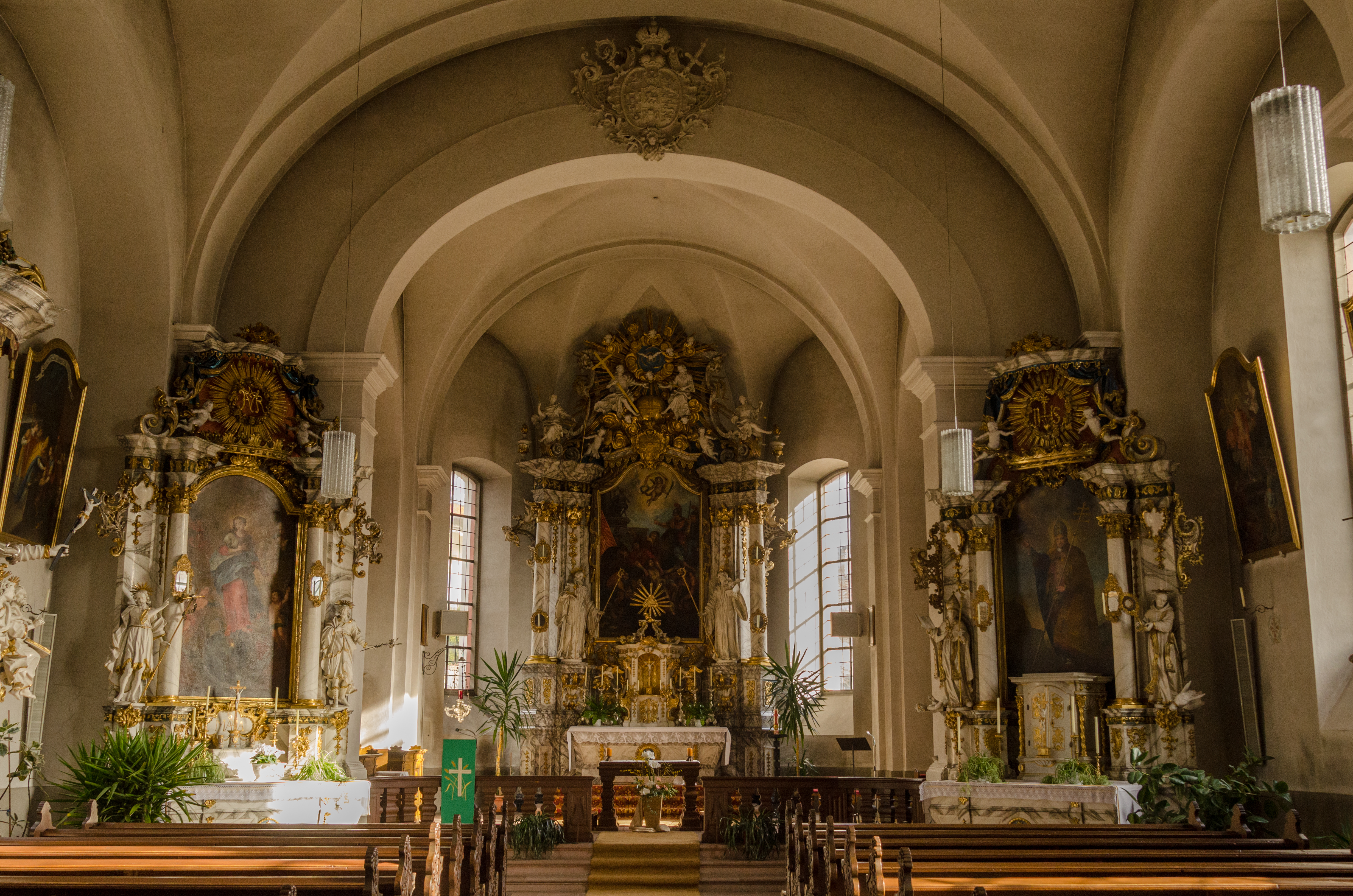
Chor und Seitenaltäre der Pfarrkirche

Das Altarretabel des Hochaltars wurde 1744 geschaffen und präsentiert einen Aufbau mit Pilastern, zwei Säulen, Bandelwerk und Blumengehänge. Der Tabernakelaufbau wird von seitlichen Anbetungsengeln flankiert. Das Altarblatt zeigt die Darstellung der Laurentiusmarter, ebenfalls im Jahr 1744 geschaffen von F. Lanzaner. Auf der linken Seite des Hochaltars befinden sich Figuren des hl. Benedikt, während auf der rechten Seite die hl. Scholastica dargestellt ist. Im Volutenauszug über dem Wappen des Fürstbischofs Friedrich Karl von Schönborn-Buchheim befindet sich eine Figurengruppe der Heiligen Dreifaltigkeit im Wolken- und Strahlenkranz, flankiert von Allegorien von Glaube und Gerechtigkeit. Die Altarweihe des Hochaltars sowie der Seitenaltäre fand 1740 durch Weihbischof Johann Bernhard Mayer statt. Der Volksaltar wurde 1978 aus Teilen der barocken Kommunionbank gefertigt. Die Weihe wurde am 9. September 1978 durch Bischof Josef Stangl durchgeführt.
Der Chorraum enthält ein Chorgestühl aus dem 18. Jahrhundert. An der nördlichen Chorwand ist ein Kruzifix angebracht, während an der südlichen Chorwand Gemälde mit Herz-Jesu- und Herz-Marien-Darstellungen aus dem 19. Jahrhundert zu finden sind. Über dem Chorbogen prangt das Stuck-Wappen des Fürstbischofs Friedrich Karl von Schönborn.
Die beiden über Eck gestellten Seitenaltäre und die Kanzel wurden im Jahr 1747 von einem Bildhauer aus Karlstadt, vermutlich Daniel Anton Herbith, fertiggestellt. Die Fassung erfolgte durch Vergolder Michael Klüpfel aus Thüngersheim in den Jahren 1832–35. Die Seitenaltäre sind zweisäulig mit Pilastern aufgebaut und wie auch der Hochaltar mit Bandelwerk und Blumengehänge verziert. Der Marienaltar auf der linken Seite verfügt über ein Altarblatt mit der Darstellung der Maria Immaculata, flankiert von den Figuren des hl. Josef und hl. Johannes des Täufers. Der rechts gelegene Urbanusaltar zeigt ein Altarblatt mit der Darstellung des heiligen Bischofs, umgeben von den Figuren des hl. Antonius und hl. Valentin. Beide Altarblätter wurden im Jahr 1756 von Georg Anton Urlaub aus Thüngersheim geschaffen.
An der nördlichen Langhauswand befindet sich eine Kanzel mit Figuren der vier Evangelisten am Korpus. An der Rückwand der Kanzel befindet sich eine Vorhangdraperie, unter dem Schalldeckel ist die Heiliggeisttaube angebracht. Als Bekrönung zeigt eine Figur den Guten Hirten.
Neben der Kanzel ist in einem Glasschrein eine Halbfigur des hl. Urban zu sehen, vermutlich aus dem Ende des 17. Jahrhunderts. Ein Gemälde mit der Darstellung des hl. Aloysius, eine Nachbildung nach Franz Freidhof aus Würzburg, wurde vor 1945 von Pfarrer Hermann Josef Klug erworben.
Die südliche Langhauswand beherbergt eine Figur des hl. Johannes des Täufers sowie eine Pietà unter dem Kreuz. In einem Glasschrein befindet sich hier auch eine Figur des hl. Laurentius sowie eine Figur des hl. Wendelin. Diese Figuren stammen allesamt aus dem 18. Jahrhundert.
An den Chor- und Langhauswänden befindet sich ein Ölgemäldezyklus, ebenfalls aus dem 18. Jahrhundert, der die sieben Sakramente und Szenen aus dem Leben Jesu darstellt. Auch das Kirchengestühl stammt aus dieser Zeit.
Die kreuzgewölbte Eingangshalle im Turmuntergeschoss birgt einen Opferstock aus Sandstein mit dem Wappen Julius Echters. Ursprünglich befand sich dieser Opferstock bei der Wallfahrtskirche.

## Orgel

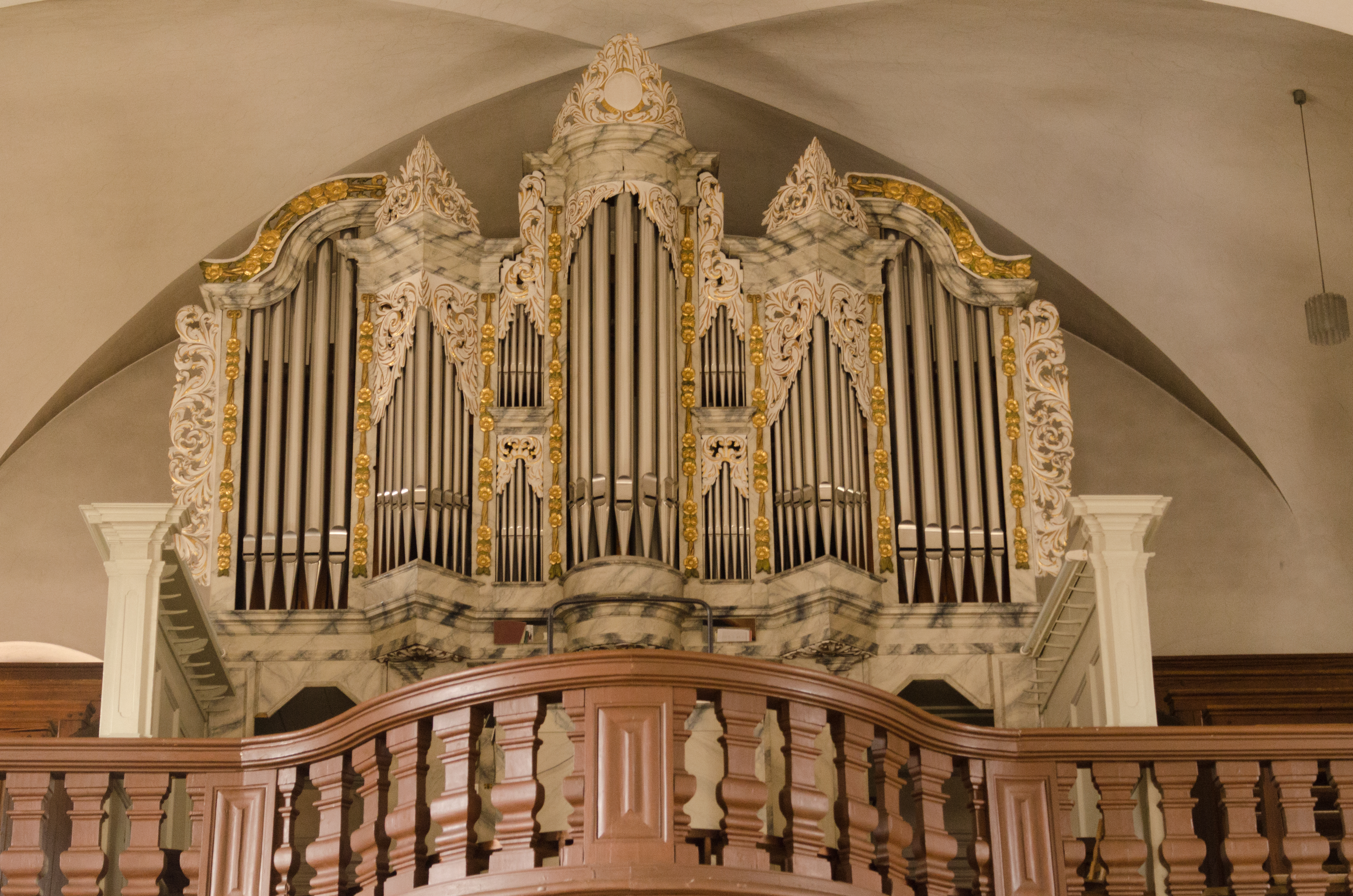
Empore mit Orgel

Das Orgelwerk stammt von Michael Weise aus dem Jahr 1935. Es umfasst 15 Register, verteilt auf zwei Manuale und Pedal. Der Orgelprospekt stammt vom Vorgängerinstrument, welches um 1740 von Johann Philipp Seuffert aus Würzburg gefertigt worden war. Ab dem Jahr 1978 wurde die Orgel durch die Firma Norbert Krieger aus Retzbach mehrfach umgebaut, instand gesetzt und erweitert.

## Glocken
| Nr. | Name             | Umschrift      | Gussjahr | Gießer                                                 | Durchmesser (cm) | Gewicht (kg) | Schlagton |
| --- | ---------------- | -------------- | -------- | ------------------------------------------------------ | ---------------- | ------------ | --------- |
| 1   | Josefsglocke     | ST. JOSEF      | 1920     | Glocken- & Metallgießerei Gebrüder Klaus, Heidingsfeld | 80               | 350          | gis       |
| 2   | Laurentiusglocke | ST. LAURENTIUS | 1950     | Glockengießerei Otto, Bremen-Hemelingen                | 122              | 1100         | e         |
| 3   | Marienglocke     | ST. MARIA      | 1950     | Glockengießerei Otto, Bremen-Hemelingen                | 82               | 350          | h         |
| 4   | Sebastiansglocke | ST. SEBASTIAN  | 1950     | Glockengießerei Otto, Bremen-Hemelingen                | 106              | 800          | fis       |